# ジェームズ・バートリー
ジェームズ・バートリー（James bartley, 1870–1909）は、19世紀後半にマッコウクジラに飲み込まれたという人物である。彼は数日後に捕獲されたクジラの胃の中で生きているのを発見された。
この話はアメリカミズーリ州セントルイスの新聞「セントルイス・グローブ・デモクラット」に匿名で掲載され、その後他の新聞にも「現代のヨナ」というタイトルで掲載された。 
このニュースは「クジラの胃の中の男」という記事でアメリカ国外へも広まり、イギリスのグレートヤーマスの新聞である「ヤーマス・マーキュリー」では1891年8月22日号の8ページに「現代のヨナの救出」というタイトルで掲載された。  

## あらすじ
報道されているストーリーによると、1891年にフォークランド諸島沖でバートリーの乗る船が捕鯨を行っていた際に起きたとされる。捕獲したクジラが暴れた事でバートリーがクジラの口の中に入ってしまい、そのまま飲み込まれてしまう。
バートリーの仲間は彼がクジラの体内で生存しているとは思わず、捕獲したクジラの解体に取り掛かったところ、胃の中でバートリーが生存しているのを発見。36時間ぶりに助け出された。しかし胃液でバートリーの皮膚は漂白され、視力を失っていた。これほどのダメージを受けたが、3週間で仕事に復帰したとする説もある。
バートリーは事故から18年後に亡くなり、グロスターにある彼の墓には"James Bartley - a modern day Jonah."（ジェームス・バートリー 現代のヨナ）と書かれている。  
1896年、ニューヨーク・ワールド紙に「A Modern Jonah Proves his Story」と題した記事が掲載された。この記事はウィリアム・ジャスティン・ハーシャ牧師が語ったこの話の一部を引用し、いくつかの見解を述べている。 これに続いてその1週間後、読者からの反響を簡単にまとめた記事が掲載され、さらにウィリアム・L・ストーンが「巨大な人喰いザメ」にまつわる同様の話を紹介した記事を掲載している。  
フランスの科学者デ・パービルは、1914年に「Journal des Débats」にこの疑惑の事件を報告した。

## 調査
最近になって、歴史家のエドワード・B・デイビスが”現代のヨナ”の物語の事実を丹念に調べ、多くの矛盾点を指摘した。
物語に登場する船は「The Star of the East」だが、事件が起きたとされる時期に同名の英国船は存在しており、事件当時にフォークランド付近を航海していた可能性はあるが、当該船舶は捕鯨船ではなく、乗組員の中にバートリーは含まれていなかったという。 
また、The Star of the East船長の妻であるジョン・キラム夫人は、
「クジラの話には一言も真実がない」
「私はずっと夫と一緒に船に乗っていたが、海に落ちた人は誰も居ない。」
という内容の手紙を書いている。
デイビスはこの話が、バートリーの事件の起きる少し前の1891年6月にグレート・ヤーマス付近で殺され大きな話題を呼んだ30フィートのロークォ―ル（クジラ）「ゴールストンクジラ」に触発されたのではないかと指摘した。 
この話の信憑性には疑問が残るが、マッコウクジラが人間を呑み込む事は物理的に可能であり、ダイオウイカを丸呑みにすることも知られている。 
しかし飲み込まれた人間はクジラの胃の中で押し潰されたり、溺れたり、窒息すると思われる。
なおマッコウクジラの胃は反芻動物と同様4つに分かれている。第1の胃は消化液を分泌せず、非常に厚い筋肉の壁で餌を押し潰し、飲み込んだイカの爪と吸盤の攻撃に対抗する（クジラは咀嚼できないため）。 第2の胃は第1の胃より大きく、消化液が分泌され、消化される。 

## 文化的参照
ジョージ・オーウェルは、1939年に発表した『Coming Up for Air』という小説でこの事件について2回言及している（ただし、1940年に発表したエッセイ「 Inside the Whale 」では言及していない）。
アーサー・C・クラークの小説『幼年期の終り』やJ.M. レッドガードの小説『Submergence』でも言及しているが、後者では飲み込まれた人物の名前を”John More”としている。 
またクライブ・カッスラーは、小説『パンデミックを阻止せよ』（Medusa）の中でジェームズ・バートリーの話を紹介している。1965年に放送されたテレビドラマ「原子力潜水艦シービュー号」のエピソード「Jonah and the Whale」にも登場する。 